# NGC 4377
NGC 4377 is een sterrenstelsel in het sterrenbeeld Hoofdhaar. Het hemelobject werd op 19 februari 1784 ontdekt door de Duits-Britse astronoom William Herschel.